# Гелена Росендаль Бах
Гелена Росендаль Бах (дан. Helena Rosendahl Bach, 12 червня 2000) — данська плавчиня.
Учасниця Олімпійських Ігор 2020 року, де в попередніх запливах на дистанції 1500 метрів вільним стилем посіла 25-те місце і не потрапила до фіналу, а в півфіналах на 200 метрів батерфляєм посіла 12-те місце і не потрапила до фіналу.